# 整编军

APP-6A标图符号，3个'X'表示这是一个军单位，其番号写在符号的左侧

整编军是中国国民革命军在1946年3月至1948年8月，由若干整编师组成的军事单位，指挥官为整编军军长。

## 历史
1946年1月7日由国、共、美三方代表组成三人委员会（张群、周恩来、马歇尔）举行首次会议，达成《关于停止国内冲突的命令和声明》，军队整编问题确定了中國国民党方面为90个师，中國共产党方面为15-20个师。
1946年1月16日，军政部次长林蔚在政治协商会议上做关于整军设施的报告，提出1946年度陆军整编计划“期于半年以内，缩小为九十个师”。其中特别指出“整编后应成立之军部，各集团军司令部编成之”。即陆军整编军。
1946年2月5日，军事三人小组国方代表张治中在國民政府军事委员会军令部、军政部、军训部、政治部整军问题讨论会上称：“马歇尔提议国军初步可编为九十个师，共军亦按协议数编成后，再混合编军，若干军为共产党两个师，国民党一个师，若干军为国民党两个师，共产党一个师。哪一方占两个师的军，则军长即由哪一方选派。”“马歇尔主张整编时间为一年，一年后军队即混合编成。”1946年2月14日，“军事三人小组会议”马歇尔、张治中、周恩来在重庆上清寺尧庐正式开始讨论整军问题。
国民党与共产党于1946年2月25日16时在重庆上清寺尧庐国民政府参军长办公厅军事三人小组张治中、周恩来，马歇尔签署《关于军队整编及统编中共部队为国军之基本方案》规定：“陆军包括由三个师所组成之各军……至十二个月终了，全国陆军应为一〇八师……在此数内，由中共部队编成者计十八个师”。每师人数不超过1.4万人。由三个师组成一个军。军直属部队，其人数不超过总兵力的15%。按此协议，国民革命军为九十个师，及中共部队十八个师，合计编为三十六个整编军，其中15个军为国共在师为单位混编为军。1946年3月3日，军政部部长陈诚在中国国民党六届二中全会做军队复员整编工作报告：“自三月十六日起，集团军总部复员为军部，军复员为师，各师裁减一(团)，编成为(二团)制之旅”。目标为“三十个军、九十个师、五十一个兵工建设总队”。
1946年6月下旬第二次国共内战爆发，国民革命军仅完成了胶济铁路以南及西北胡宗南部的整编，东北、华北、王耀武部仍保持抗日番号。
1948年8月，国民政府在南京召开军事检讨会议，会上决定恢复抗战时期军、师番号，整编军番号结束。

## 整编军列表
- 整编第1军：1946年11月由第38集团军改编，军长董钊，张耀明为副军长。辖整编第1、整编第27、整编第38、整编第90师。1947年整编第30师拨属该军。1947年陈武、张卓升任副军长。1948年9月该军军部与第十八绥靖区合并。
- 整编第2军：1947年11月整编第64师、整编第9师扩编为整编第2军，军长黄国梁。该军于1948年9月撤销。
- 整编第5军：1947年11月16日第5军为主体在河南遂平县扩编，军长邱清泉，辖整5师及整70师等部。1948年9月改为第二兵团，邱清泉任兵团副司令官。
- 整编第8军：1947年10月21日，因为第8军在临朐战役有功扩编为整编军，军长李弥，辖整8师及整编荣誉第1师；1948年9月改为第十三兵团。
- 整编第12军：第6集团军改编，军长王靖国，辖第19军、第23军。但未正式成立。1947年12月以霍守义整编第12师加整编第12军名义，整编第73师名义上列入该军序列。该军于1948年7月在兖州地区被歼。
- 整编第16军：第8集团军改编，军长孙楚，辖第43军、第61军
- 整编第18军：1947年10月21日，因为整编第11师（原第18军）在南麻战役有功扩编为整编军，军长胡琏，辖整编第3师、整编第18师。1948年9月整编第十八军番号被撤销，部队改隶新成立的第十二兵团。
- 整编第19军：第10集团军改编，军长欧震，原辖第4军、第99军。1946年12月起，欧震历任盐阜兵团司令官、阜海兵团司令官、陇右兵团司令官，指挥整25师、整44师、整65师、整74师、整83师、第7军等进攻苏北。1947年1月，欧震开始以整编第19军军长名义，指挥陇东兵团、鲁南兵团、沂水兵团向山东进攻。1947年2月欧震指挥鲁南一线8个整编师(20个整编旅)组成主要突击集团，沿陇海路自台儿庄至城头一线，由南向北猛攻华野主力，爆发莱芜战役。1947年3月以整编第19军军长名义任陆军总部徐州司令部第3兵团司令官，向鲁中进攻。1947年9月第3兵团撤销，欧震去职，整编第19军名义未再使用。
- 整编第21军：第20集团军改编，军长夏楚中，原辖第8军、第12军、第96军。1947年11月5日夏被革职,该军番号亦被撤销。
- 整编第22军：第19集团军改编，军长张雪中，原辖第21军、第51军、第97军
- 整编第23军：1947年5月24日，国防部以第一兵团（汤恩伯）第2纵队改编为整编第2军，李良荣任军长。辖整编第28师、整编第44师。1947年8月改称整编第23军。
- 整编第24军：第27集团军改编，军长李玉堂，副军长杨汉域、方先觉。辖杨干才整20师、马励武整26师、傅翼整72师、方先觉整88师。1946年6月围攻新四军第五师战斗。1947年3月兼徐（州）兖（州）绥靖区司令部。1947年12月，徐兖绥靖区司令部和整24军军部正式并编为第10绥靖区驻兖州。
- 整编第25军：整编第25师（原第25军）为主体扩编，军长黄百韬，辖整编第二十五、整编第八十五师等部。该军于1948年9月改编为第七兵团。
- 整编第26军：第31集团军改编，军长王仲廉，原辖第27军、第32军、第85军。1947年改辖整编第3师、整编第32师、整编第40师、整编第41师、整编第66师。1947年10月为增援鲁西南被困国军,编成第四兵团，王仲廉任司令。鲁西南被围国军覆灭后，王被撤职。该军撤销番号。
- 整编第27军：第32集团军改编，军长王敬久，辖整编第28师、整编第57师。1947年5月孟良崮战役失利后，王敬久被撤职。该军撤销番号。
- 整编第28军：第34集团军改编，军长李文，副军长谢辅三、李明灏、周体仁，辖第3军、第16军、第94军，隶属于保定绥靖公署。
- 整编第29军：1946年8月以第37集团军改编，军长刘戡，副军长王文彦、李世龙。原辖第36军、第76军。改编后先后辖整编第17、整编第36、整编第76、整编第15、整编第10师、整编第90师、整编第13师、整编第27师、第三军等。 1948年2月3日任命陈武为副军长。1948年2月底刘戡指挥所部向西北野战军进攻，在宜川县西南瓦子街地区被歼，刘戡自杀。 1948年4月3日任命鲁崇义为军长，钟松为副军长，1948年7月22日又任命张耀明为副军长。1948年9月该军被取消番号。
- 整编第33军：第33集团军改编，军长冯治安，辖整编第59师、整编第77师。1948年9月该军改编为第三绥靖区。
- 整编第47军：1947年11月第五绥靖区改编，军长孙元良，辖整编第41师、整编第47师继续在郑县、开封一带作战。1948年8月整编第四十七军于改编成第十六兵团。
- 整编第96军：1948年1月以整编第45师（原第96军）和整编第二师编成，军长陈金城。1948年5月8日该军在山东胶济路战役中固守潍坊被歼，军长陈金城被俘。1948年6月以汪伪第三方面军吴化文部改编。辖整编第八十四师。1948年9月19日吴化文率所部在济南战役中起义投共，1949年1月改编成中国人民解放军第三十五军。1949年6月后分编为中国人民解放军浙江军区温州军分区、台州军分区、丽水军分区等。

### 引用
1. ↑  .   [2017-01-09]. （原始内容存档于2017-01-10）.